# Call Me When You're Sober
Call Me When You're Sober è il primo singolo tratto dal secondo album The Open Door della band statunitense Evanescence. Il singolo è stato pubblicato il 25 settembre 2006.

## Descrizione
Call Me When You're Sober è stata scritta da Amy Lee e Terry Balsamo, e prodotta da Dave Fortman. La canzone è stata registrata agli Record Plant Studios e mixata agli Ocean Way Studios, entrambi siti a Los Angeles. In un'intervista con MTV News, Amy ha dichiarato che la canzone era stata ispirata del suo ex fidanzato Shaun Morgan (cantante dei Seether), aggiungendo inoltre che aveva trovavo ispirazione anche da altre cose che sono accadute nella sua vita, "riguardava anche le persone con le quali ho lavorato, che stavano cercando di mettermi sotto, manipolarmi e tradirmi. Ho dovuto puntare i piedi e uscire dalla porta". In un'altra intervista ha inoltre dichiarato:

### Composizione
Questa è una delle canzoni della band che rispecchia maggiormente la loro matrice eclettica. Secondo gli spartiti musicali pubblicati dalla Alfred Publishing sul sito Musicnotes.com, Call Me When You're Sober è una canzone rock, alternative metal, post-grunge e gothic metal scritta in chiave di Mi minore. È impostata su un tempo comune ed eseguita in un tempo moderatamente veloce di 96 battiti al minuto. L'estensione vocale di Amy nella canzone va dal Sol3 al Mi5. Kelefa Sanneh di The New York Times ha detto che Call Me When You're Sober fa uso di diversi generi come piano ballad, nu-metal, symphonic rock ed electronic pop. Incomincia come una "piano ballad, si trasforma in una traccia hard rock, quindi prosegue con un grandioso ritornello pop-orchestral, e infine in un glorioso, scintillante ponte". Sono evidenti, almeno all'inizio, delle influenze blues.
In questa canzone Amy affronta in modo diverso anche la composizione del testo, più letterale del solito, dichiarandosi "veramente stanca di nascondermi dietro delle metafore in tutto ciò che scrivevo". Durante un'intervista con VH1, ha dichiarato:

## Il singolo
La traccia fu diffusa alle radio il 30 luglio 2006, quindi prima della pubblicazione effettiva del CD single. Il download della versione digitale del singolo era già stata resa disponibile il 4 settembre, ma il singolo fu ufficialmente pubblicato il 25 settembre 2006. Alcune voci incominciarono a sostenere che la Wind-up avesse scelto autonomamente la sua pubblicazione senza interpellare la band, ma queste furono smentite dalla stessa Amy su Evboards.com:
(Amy Lee, Evboard)
Esistono diverse versioni del singolo:
- CD singolo UK[14]

1. Call Me When You're Sober (Album version) – 3:34
2. Call Me When You're Sober (Acoustic version) – 3:37

- CD maxi singolo[15]

1. Call Me When You're Sober (Album version) – 3:34
2. Call Me When You're Sober (Acoustic version) – 3:37
3. Call Me When You're Sober (Making of the video) – 5:20
4. Call Me When You're Sober (Video) – 3:33

- CD cardsleeve singolo

1. Call Me When You're Sober (Album version) – 3:34
2. Call Me When You're Sober (Acoustic version) – 3:37

- Vinile 7" UK[16]

1. Call Me When You're Sober (Album version) – 3:34
2. Call Me When You're Sober (Acoustic version) – 3:37

## Video musicale

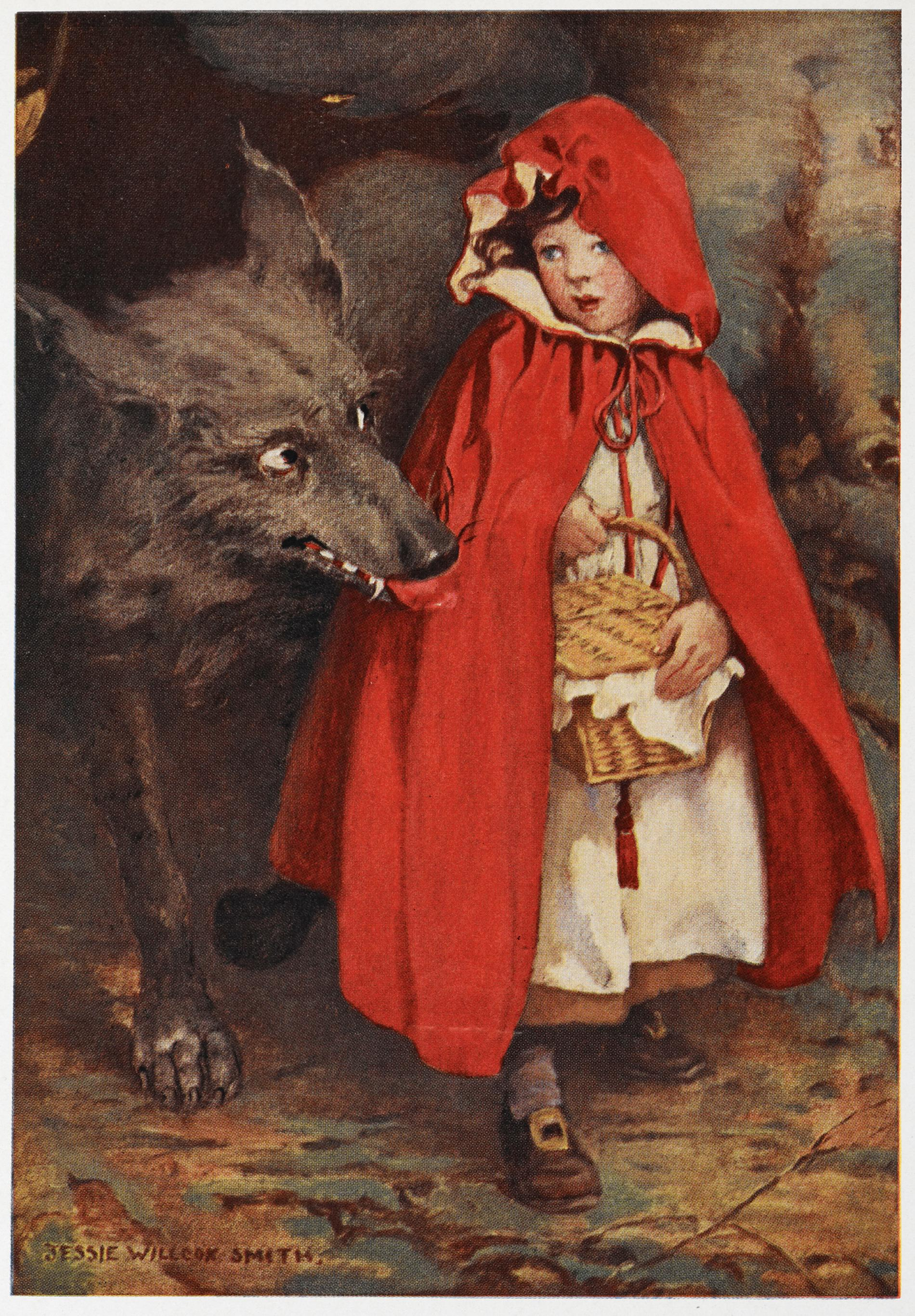
Il video si basa in parte sulla favola di Cappuccetto Rosso.

Il video è stato diretto da Marc Webb e girato a Hollywood luglio 2006, e fu pubblicato l'8 maggio 2006. Il video è in parte basato sulla fiaba di Cappuccetto Rosso:
In un'intervista tenuta dietro le scene del video, il regista voleva che Amy Lee stesse a cavalcioni sul suo "ex amante" nel video, ma, contraria a vendere sesso, ha rifiutato rispondendo scherzosamente: "Non puoi biasimare una persona per averci provato".
All'inizio del video Amy guarda la sua immagine riflessa davanti ad uno specchio mentre il suo "amante" la raggiunge da dietro; lui incomincia a massaggiarle le spalle e si accinge a baciarla, ma Amy lo rifiuta, dicendo che è "too late" ("troppo tardi"). La scena successiva la cantante e quattro ballerine di back-up stanno scendendo le scale dove, una volta raggiunto il fondo, Amy si libra in aria seguita dalle ballerine. Alla fine della canzone, Amy sale sul tavolo da pranzo e mentre ci cammina sopra, le sedie e gli oggetti su di esso volano via al suo passaggio. Raggiunto il suo "amato" posa infine il dito nelle sue labbra, e canta "I've made up your mind" ("Ho deciso io per te"). Riprese della band mentre si esibisce e di Amy seduta con i lupi si alternano alle altre parti di video.

## Formazione
Crediti tratti dal libretto di The Open Door.
Gruppo
- Amy Lee – voce, tastiera
- Terry Balsamo – chitarra solista
- John LeCompt – chitarra ritmica
- Tim McCord – basso
- Rocky Gray – batteria

Altri
- Amy Lee – songwriting, strumentazione
- Terry Balsamo – songwriting, strumentazione
- DJ Lethal – programmazione
- John LeCompt – programmazione aggiuntiva
- Dave Fortman – produzione, missaggio
- Jeremy Parker – ingegneria del suono
- Ted Jensen – mastering
- Carrie and Lorrie – seconde voci

## Classifiche
| Classifica (2006)             | Posizione massima |
| ----------------------------- | ----------------- |
| Australia                     | 5                 |
| Austria                       | 7                 |
| Belgio (Fiandre)              | 53                |
| Belgio (Vallonia)             | 50                |
| Brasile                       | 5                 |
| Canada                        | 5                 |
| Finlandia                     | 7                 |
| Francia                       | 20                |
| Germania                      | 13                |
| Irlanda                       | 13                |
| Italia                        | 3                 |
| Norvegia                      | 15                |
| Nuova Zelanda                 | 3                 |
| Paesi Bassi                   | 27                |
| Regno Unito                   | 4                 |
| Stati Uniti                   | 10                |
| Stati Uniti (adult top 40)    | 6                 |
| Stati Uniti (mainstream rock) | 5                 |
| Svezia                        | 23                |
| Svizzera                      | 6                 |